# Arroyo El Tala
Arroyo El Tala är ett periodiskt vattendrag   i Argentina.   Det ligger i provinsen Catamarca, i den norra delen av landet, 1 000 kilometer nordväst om huvudstaden Buenos Aires.
Omgivningen kring Arroyo El Tala är i huvudsak ett öppet busklandskap och området är ganska glesbefolkat, med 45 invånare per kvadratkilometer.